# Darayan II
 (janvier 2025).
Darayan II (également appelé Darius II, en araméen 𐡃𐡀𐡓𐡉𐡅 ou d'ryw) était roi de Persis (en) au Ier siècle av. J.-C., un État vassal de l'Empire parthe. Il fut remplacé par son fils Ardakhshir II (en).
On peut voir a l'avers de ses drachmes d'argent le roi portant une tiare avec un symbole de croissant et d'étoile ainsi qu'un cache-oreille et il décoré de pierres précieuses. Au revers, le roi fait face à un autel du feu et tient un sceptre. Sur le sceptre on peut voir une inscription en araméen d'ryw mlk' brh wtprdt mlk' signifiant "Darius le roi, fils du roi Wadfradad".